# Crieur des morts
Pour les articles homonymes, voir Crieur.
[Où ?] Le crieur des morts était un officier public chargé d'annoncer à la population, le nom des morts récents ainsi que les horaires de leurs funérailles. L'annonce proprement dite était ordinairement précédée d'un roulement de tambour provoquant l'arrivée ou au moins la curiosité des habitants voisins. Le métier a vraisemblablement disparu, remplacé par les envois de faire-part et les rubriques nécrologiques des journaux.
Les lieux où et les moments auxquels le crieur des morts devait effectuer son office étaient réglés par l'usage ou par des décisions particulières de l'autorité publique locale, religieuse ou pas. Le chef-lieu n'était pas le secteur demandant le plus souvent son intervention, les conversations répandant souvent rapidement l'annonce des décès principaux. Au contraire, et selon la configuration du peuplement, le crieur des morts devait souvent effectuer une tournée précise passant par des points éloignés, pour s'arrêter aux carrefours et autres lieux traditionnellement propices à la diffusion des nouvelles.